# John Monteath Robertson
John Monteath Robertson, genannt Monteath Robertson (* 24. Juli 1900 bei Auchterarder; † 27. Dezember 1989 in Inverness) war ein schottischer Chemiker. Er war Gardiner-Professor für Chemie an der Universität Glasgow und befasste sich mit Röntgenkristallographie in der Organischen Chemie.
Robertson wurde auf einer Farm bei Auchterarder geboren und studierte ab 1919 Chemie an der Universität Glasgow mit dem Bachelor-Abschluss 1923, dem Master-Abschluss 1925 und der Promotion bei George Gerald Henderson (1862–1942) 1926 (außerdem erhielt er 1933 einen D.Sc.). Als Post-Doktorand arbeitete er bis 1928 bei der Royal Institution in London bei William Henry Bragg und war zwei Jahre in den USA als Commonwealth Fellow. 1939 wurde er Senior Lecturer in Physikalischer Chemie an der University of Sheffield. Im Zweiten Weltkrieg war er wissenschaftlicher Berater der Royal Air Force. Nach dem Krieg wurde er Professor in Glasgow.
Er war ein Pionier der Anwendung der Röntgenkristallographie in der organischen Chemie und spielte eine bedeutende Rolle in der Lösung des Phasenproblems in der Röntgenkristallographie mit der Entwicklung von Methoden der Ersetzung durch schwere Atome und isomorphe Ersetzungsmethoden. 1960 klärte seine Gruppe die Struktur von Limonin.
1960 erhielt er die Davy-Medaille. 1962 wurde er CBE. 1962 bis 1964 war er Präsident der Chemical Society. Er war Fellow der Royal Society und der Royal Society of Edinburgh. Das J. M. Robertson Protein Crystallography Laboratory der Universität Glasgow wurde 1989 nach ihm benannt.
Zu seinen Doktoranden gehören Harrison Massey Macdougal Shearer (Durham University), Michael Rossmann (Purdue University), Iain Campbell Paul (University of Illinois at Urbana-Champaign), John Greville White und Jack D. Dunitz (ETH Zürich).